# 普夫龙施泰滕
普夫龙施泰滕是德国巴登-符腾堡州的一个市镇。总面积54.06平方公里，总人口1518人，其中男性796人，女性722人（2011年12月31日），人口密度28人/平方公里。